# Беуза
Беуза — муніципалітет в Іспанії, розташований у комарці Гарроча, у провінції Жирона, Каталонія. Він розташований на схилах біля гірського масиву Мон, на північ від Бесалу.

## Пам'ятки
- Església Сан-Феліу - романський; 11 століття
- Monestir de Sant Sepulcre de Palera – романський; 11 століття
- Església Санта-Марія-де-Палера
- Església Санта Лусія де Беуда